# 潜り戸
潜り戸（くぐりど）は主たる門扉に付属していて高さが低く頭を下げて通る門戸。城門や寺や民家の門、防火扉の小さい扉、茶室の躙り口など。